# Сарікіой
Сарікіой (рум. Sarichioi) — село у повіті Тулча в Румунії. Адміністративний центр комуни Сарікіой.
Село розташоване на відстані 224 км на схід від Бухареста, 26 км на південь від Тулчі, 87 км на північ від Констанци, 83 км на південний схід від Галаца.

## Населення
За даними перепису населення 2002 року у селі проживали 3722 особи.
Національний склад населення села:
| Національність   | Кількість осіб | Відсоток |
| ---------------- | -------------- | -------- |
| росіяни-липовани | 3415           | 91,8%    |
| румуни           | 303            | 8,1%     |

Рідною мовою назвали:
| Мова      | Кількість осіб | Відсоток |
| --------- | -------------- | -------- |
| російська | 3393           | 91,2%    |
| румунська | 324            | 8,7%     |